# イオナ・ヤキール
イオナ・エマヌイーロヴィチ・ヤキール（ロシア語: Иона Эммануилович Якир、1896年8月15日 - 1937年6月12日）は、ロシア帝国、ソビエト連邦の軍人、政治家。一等軍司令官。赤旗勲章3個を受賞。赤軍大粛清の犠牲者。ルーマニア系ユダヤ人で、元の名はイオン・ヤキル（ルーマニア語: Ion Yakir）。

## 経歴
ロシア帝国領ベッサラビアの中心都市キシニョフ（現在のモルドバ共和国の首都キシナウ）でユダヤ人薬剤師の家庭に生まれる。バーゼル大学、後にハリコフ技術大学で学ぶ。1915年からオデッサの軍需工場で旋盤工として働く。

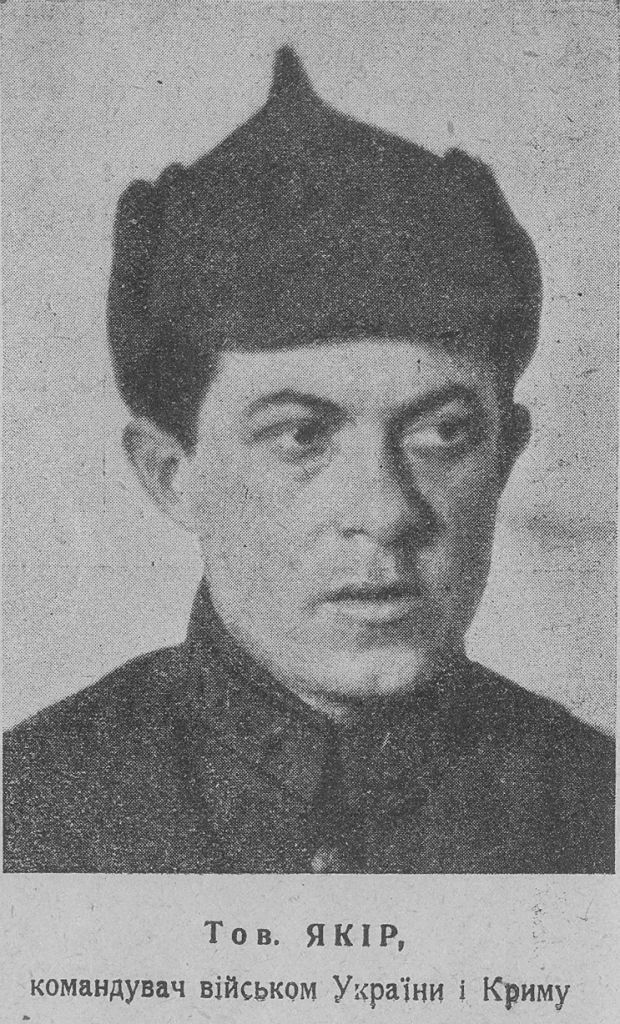
1920年代のヤキール

1917年の二月革命後、キシニョフで反戦プロパガンダを行った。同年12月、ベッサラビア会議議員、県党委員会委員、革命委員会委員。1918年1月、赤衛隊を指揮し、ルーマニア軍と戦う。春から夏にかけて、中国義勇大隊を指揮して、ドイツ・オーストリア占領軍と戦う。同年9月から南部地帯政治局長、10月から第8軍革命軍事会議議員となり、リスキ地区の軍集団を指揮した。1919年7月から第45狙撃師団長、第12軍南方軍集団を指揮し、ビルズラ－ゴルタ地区からジトミール＝キエフ方面に部隊を撤収させた。1919年11月～1920年2月、第45狙撃師団長。1920年3月～9月、南西戦線のファストフ、ズロチェフ、リヴォフ軍集団を指揮。
1921年～1924年、クリミア・キエフ軍事地区司令官、キエフ軍管区司令官。1924年～1925年、労農赤軍軍事教育施設総局長。1925年11月～1937年5月、ウクライナ軍管区（後にキエフ軍管区）司令官。1927年～1928年、ドイツ参謀本部高等軍事アカデミーで学ぶ。1930年～1934年、ソ連革命軍事会議議員、1936年からソ連国防人民委員部軍事会議議員。
党においては第10回～第12回ロシア共産党（ボリシェヴィキ党）大会代表、第14回～第17回全連邦共産党（ボリシェヴィキ党）大会代表、1930年から中央委員会委員候補、1934年から委員。ソ連中央執行委員会委員などを歴任。
1937年の赤軍大粛清(理由は「労農赤軍における軍事ファシストの陰謀」への関与の嫌疑とされた)に遭い、ソ連最高裁判所特別法廷（メンバーはウリリフ、ブリュヘル、ブジョーンヌイ、アルクスニス、シャポシニコフ、ベーロフ、ドゥイベンコ、カシーリン）から同年の6月11日に死刑を言い渡される。ヤキールは処刑される直前、スターリン宛に冤罪を訴えるメッセージの書状を送ったが、当のスターリンはこれに応じずこの書面に「悪党」、さらに「淫売」と書き込んだ。それに続けて、スターリンの部下カガノーヴィチも「豚には死あるのみ」などと書き、他の部下たちも彼を罵倒する言葉を次々と書き込んだ。
ヤキールは銃殺される瞬間「スターリン万歳」と叫んだという。この一言からヤキール自身の赤軍およびスターリンへの忠誠心は非常に高いものであったと推測されている。のちに、この報告を部下から受けたスターリンは、彼を「偽善者めが！」と罵ったという。また、彼の境遇を哀れんで処刑時に不意に涙を流したと言われる銃殺隊長も暫し後に当人の後を追う形で処刑されたという後日談が語られている。
ヤキールの他にはトゥハチェフスキー、コルク、エイデマン、フェリドマン、プリマコフ、プトナ、ウボレヴィッチ等が逮捕されており、彼らも大粛清の対象とされ、死刑判決を下されている。